# 사토미 요시타카
사토미 요시타카(일본어: 里見 義堯, 1507년 ~ 1574년 6월 19일)는 센고쿠 시대의 무장으로, 아와의 센고쿠 다이묘이다. 사토미 씨(里見氏)의 당주였다.
우에스기 겐신, 사타케 요시시게 등과 연합하여 호조 우지쓰나·호조 우지야스가 이끄는 고호조씨와 전쟁을 계속하였으나 승패를 결정짓지는 못하였고, 보소반도에서 세력을 확장하여 사토미 가문의 전성기를 이룩하였다.

## 생애

### 가독 상속
에이쇼 4년(1507년), 사토미 사네타카(里見実堯)와 사쿠마 모리우지(佐久間盛氏)의 딸 사이에서 태어났다(일설에 따르면 에이쇼 9년(1512년)에 태어났다고도 한다).
덴분 2년(1533년) 7월, 사토미 가문에서 내분이 일어나(이나무라의 변(稲村の変)), 호조 가문과 내통하고 있던 부친 사네타카가 조카인 사토미 종가 당주 사토미 요시토요(里見義豊)에게 살해당하였다. 이에 요시타카는 호조 우지쓰나의 지원을 받아 중신 마사키 도키시게(正木時茂)와 함께 가즈사에서 거병하여 사토미 요시토요를 살해하고 가독을 빼앗았다. 예전에는 범용한 당주 요시토요가 아무 잘못도 없는 사네타카를 죽였기 때문에 그 아들 요시타카가 원수를 갚았다는 식의 전승이 오랫동안 믿어져 왔으나, 근년에 와서는 사네타카·요시타카 부자가 호조 우지쓰나와 손을 잡고 쿠데타를 획책하자, 당주 요시토요가 이에 대항하여 사네타카를 죽인 것으로 보고 있다. 이러한 기록의 혼란은 하극상으로 가독을 승계한 요시타카가 곧 호조 가문을 배신한 사실을 은폐하기 위하여 후년에 날조된 것으로 여겨진다.

### 호조 가문과의 항쟁
요시타카는 우지쓰나의 군세를 빌려 쿠데타에 성공하여 가독을 이었으나, 마리야쓰 노부키요(真里谷信清)가 사망하자 마리야쓰 가문의 가독을 둘러싸고 일어난 분쟁에서 요시타카는 마리야쓰 노부마사(真里谷信応)를, 우지쓰나는 마리야쓰 노부타카(真里谷信隆)를 지지하였기 때문에 요시타카와 우지쓰나는 적대 관계로 돌아서게 되었다. 그러나 요시타카는 파죽지세를 간토 지방에서 세력을 확장하고 있던 우지쓰나에게 단독으로 맞서기는 어려울 것이라 생각하여, 오유미 구보(小弓公方) 아시카가 요시아키(足利義明)와 동맹을 맺고 우지쓰나에게 대항하였다.
그래서 덴분 6년(1537년)에 마리야쓰 노부타카를 공격하여 항복을 받아내었다. 그러나 이듬해(1538년)에 제 1차 고쿠노다이 전투(第一次国府台合戦)에서 요시타카는 전투에 적극적으로 참가하지 않고, 요시아키가 열세를 보이자 전장에서 이탈하여 아와로 귀환하였다. 결국 요시아키는 전사하여, 오유미 구보는 사실상 멸망하였다.
아시카가 요시아키가 죽자, 요시타카는 그의 영지였던 가즈사·시모우사로 적극적으로 진출하여, 가즈사의 구루리성(久留里城)을 본거지로 하여 사토미 가문의 전성기를 이룩하였다. 그러나, 덴분 21년(1552년)에 호조 우지야스의 책동에 의해 사토미 가문 산하의 고쿠진 영주의 대규모 반란이 일어났으며, 덴분 24년(1555년)에 우지야스와 이마가와 요시모토, 다케다 신겐의 고소슨(甲相駿) 삼국 동맹이 결성되어, 후방의 걱정을 던 호조 가문의 공세로 고지 원년(1555년)에는 가즈사 서부 대부분을 빼앗겼다. 이 사태에 대해 요시타카는 호조 측에 붙은 고쿠진 세력의 저항을 진압하고 빼앗긴 영토의 탈환을 꾀하면서, 동시에 에치고의 우에스기 겐신과 동맹을 맺고, 오타 씨(太田氏)·사타케 씨(佐竹氏)·우쓰노미야씨(宇都宮氏) 등과 손을 잡아 어디까지나 우지야스에게 대항하는 자세를 보였다.
고지 2년(1556년)에는 사토미 수군을 이끌고 호조 수군과 싸워 대승을 거두었다. 단, 호조 수군이 폭풍우로 침몰하거나 표류하게 된 것이 승리의 원인이었기 때문에, 완전한 승리는 아니었다.
에이로쿠 3년(1560년), 우지야스가 사토미 가문의 영지로 침공해 들어오자, 요시타카는 구루리 성에서 농성하며 우에스기 군의 원군에 힘입어 대승하고, 역공을 개시하여 가즈사 서부를 탈환하는데 성공하였다. 에이로쿠 5년(1562년), 삭발하고 출가하여 가독을 아들 요시히로(義弘)에게 물려주고 은거하나, 여전히 실권은 그의 손 안에 있었다.
에이로쿠 7년(1564년), 호조 측의 오타 야스스케(太田康資)가 내통에 응하여, 요시타카는 요시히로와 함께 지바 씨(千葉氏)의 중신 다카기 다네요시(高城胤吉)가 영유하던 시모우사 고노다이 성(国府台)에 침공하여 호조 군과 전투를 벌였다. 서전에서는 호조 측의 도야마 쓰나카게(遠山綱景)·도미나가 나오카쓰(富永直勝) 등을 전사시켰으나, 일시적인 승리에 취하여 방심한 사토미 군은 다음날 새벽 우지야스와 호조 우지시게의 기습적인 협공을 받아 중신 마사키 노부시게가 전사하는 등 대패하고 말았다(제 2차 고노다이 전투). 이 패전으로 요시타카·요시히로 부자는 가즈사의 대부분을 잃고 아와로 퇴각하여 사토미 가문의 세력은 일시적으로 쇠퇴하게 되었다. 그러나 그 뒤 요시히로를 중심으로 아와에서 힘을 기르고, 서서히 가즈사 남부를 탈환하여, 에이로쿠 9년(1566년) 말 경에는 가즈사의 요충지 구루리성·사누키 성(佐貫城) 등을 회복하였다. 이에 대하여 가즈사 북부에서 세력 경계를 유지하던 호조 가문은 사누키 성 북쪽에 위치한 미후네 산(三船山) 기슭에 요새를 지어 대항하였다.
에이로쿠 10년(1567년) 8월, 요시히로가 이끄는 사토미 군은 미후네 요새를 지키는 호조군을 포위 공격하였다. 이것을 안 호조 우지야스는 적남 호조 우지마사(北条氏政)와 오타 우지스케(太田氏資) 등을 원군으로 파견하고, 3남 우지테루(氏照)와 하라 다네사다(原胤貞)가 이끄는 별동대로 요시타카가 있는 구루리 성을 공격하였다. 요시타카는 구루리 성을 견고하게 수비하였고, 요시히로가 우지마사가 이끈 본대를 공격하여 오타 우지스케를 전사시키는 등 전과를 올리며 격퇴하였다(미후네 산 전투). 또한, 수군의 지휘를 맡은 호조 쓰나시게도 아와에 침입하려고 시도하나, 사토미 수군과의 교전에서 손해를 입고 말았다. 이러한 정세에 따라 수륙 양쪽에서 공격당할 위험을 안게 된 호조 군은 전군이 가즈사에서 철수하게 되었다.
이 미후네에서의 승리로 사토미 가문은 가즈사의 지배권을 확고히 하였고, 또한 시모우사까지 진출할 수 있게 되었다. 그 뒤에도 호조 가문에 대해서는 덴쇼 5년(1577년)에 요시히로와 우지마사 간의 화평이 성립될 때까지 철저항전의 자세로 일관하였다.

### 죽음
덴쇼 2년(1574년), 구루리 성에서 사망하였다. 항년 68세.
| 전임 사토미 요시토요 | 제5대 사토미씨 당주 1534년 ~ 1562년 | 후임 사토미 요시히로 |